# 宁远街道 (兴城市)
宁远街道，是中华人民共和国辽宁省葫芦岛市兴城市下辖的一个乡镇级行政单位。

## 行政区划
宁远街道下辖以下地区：
老马路社区、铁西社区、西关社区、南关村、南甸子村、西一村和西二村。